# Tasa de granos
Tasa de granos es la denominación histórica de una medida de control de precios propia de la política económica mercantilista durante el Antiguo Régimen, que tenía por objeto fijar un precio legal máximo para este bien para mantener así bajo el precio de los cereales, base de la alimentación. Con objetivos más amplios, se estableció también como tasa de granos y mercaderías. Los planteamientos fisiócratas o proto-liberales de mediados del siglo XVIII plantearon su supresión en España y Francia, con fuertes resistencias que llevaron a su reposición. Mientras tanto, en Inglaterra el debate sobre el comercio de granos tenía otro ámbito, el de las Corn Laws, que, dificultando o incluso prohibiendo las importaciones, pretendían lo contrario: el mantenimiento de precios altos.

## Promulgación de la tasa en Castilla
En la Corona de Castilla la primera publicación de la tasa fue en 1502; pero la medida fue objeto de sucesivas puestas de nuevo en vigor. Hubo otra publicación en 1539 y otra en 1571, mediante una Pragmática. Algunos autores defendían la tasa como "precio justo" (Tomás de Mercado, Luis de Molina y Melchor de Soria). Entre sus críticos estuvieron Lope de Deza y Fernández de Navarrete. Pósitos y obligados del abasto eran instituciones que permitían intervenir en el mercado. Los estudios de historia económica de Earl J. Hamilton (que acuñó el concepto "revolución de los precios") demostraron que los precios fluctuaron sin cumplir la tasa.

## Abolición de la tasa de granos
La abolición de la tasa de granos o libertad de granos fue resultado de la aplicación de políticas proto-liberales o fisiócratas, por parte de los equipos ilustrados que llegaron a los gobiernos de los denominados despotismos ilustrados de la segunda mitad del siglo XVIII. En España, la Real Pragmática de 11 de julio de 1765; en Francia, el edicto o decreto de 13 de septiembre de 1774 (fue restablecimiento de decretos o declaraciones previas, de mayo de 1763 y julio de 1764).
En España, reanudada la tasa de granos tras el motín de Esquilache de 1766, en 1778 se volvió a suprimir para los granos, pero se conservó para los demás comestibles. El decreto de 20 de enero de 1834 suprimió todas las tasas.
En Francia, la medida sugerida por Turgot, y que se suele denominar libertad de granos, se tomó en 1763 y 1764 ("declaración de 1763" -Bertin y L'Averdy); fue suspendida por Joseph Marie Terray (arrêt du Conseil de 23 de diciembre de 1770 y las lettres patentes de 11 de enero de 1771), repuesta en su vigor al llegar Turgot al cargo de Ministro de Finanzas (1774) y de nuevo suspendida al poco de caer este en desgracia (12 de mayo de 1776 -la supresión fue en septiembre-). Se suele denominar "pacto del hambre" (pacte de famine -expresión acuñada en la época por Le Prévôt de Beaumont-) a una suerte de teoría de conspiración que atribuía las alteraciones de la tasa de los granos a intereses ocultos, que pretenderían el beneficio de los accapareurs a costa del hambre de las clases populares. Turgot cayó tras una sublevación popular denominada "guerra de las harinas" (guerre des farines) de 1775. Maestro y colaborador de Turgot fue Vincent de Gournay (Intendant de Commerce). Ambos son identificados como economistas fisiócratas, como Francois Quesnay o Dupont de Nemours, que defienden la libertad económica (laissez faire) y ven en cualquier reglamentación o intervención estatal un establecimiento de privilegios particulares en perjuicio del bien común (simultáneamente se planteó la libertad de establecimiento para cualquier oficio en contra de los gremios).
Durante la Revolución francesa, se repuso la tasa de granos, dentro de la Ley del máximum general, el 4 de mayo de 1793.

## Documentos
- Melchor de Soria y Vera (Obispo de Troya) Tratado de la iustificacion y conveniencia de la tassa de el pan y de la dispensación que en ella haze su magestad con los que siembran, 1627.
- Pedro Rodríguez de Campomanes, Respuesta fiscal sobre abolir la tasa y establecer el comercio de granos, 1764.
- Pragmática de 11 de julio de 1765 en Colección de pragmáticas, cedulas, provisiones, autos acordados, y otras providencias generales expedidas por el Consejo Real en el reynado del señor don Carlos III, pg. 38 (texto).

- Real Pragmática por la cual Su Majestad se sirve abolir la tasa de granos y permitir el libre comercio de ellos en estos Reinos, Madrid, 11 de julio de 1765 (imagen de la portada).

- Antonio Javier Pérez y López, Granos en Teatro de la Legislación Universal de España e Indias, 1797 pg. 183 y ss.
- José Canga Argüelles, Tasa de granos y mercaderías en Diccionario de hacienda con aplicación a España, 1834, vol. 2, pg. 592.
- Turgot, Eloge de Vincent de Gounay, París, 22 de julio de 1759.